# Synchaeta elsteri
Synchaeta elsteri är en hjuldjursart som beskrevs av Hauer 1963. Synchaeta elsteri ingår i släktet Synchaeta och familjen Synchaetidae. Inga underarter finns listade i Catalogue of Life.